# Badflower
Badflower è un gruppo musicale statunitense formatosi nel 2013. È formato dai musicisti Josh Katz, Joey Morrow, Anthony Sonetti e Alex Espiritu.

## Storia del gruppo
Dopo aver conseguito un contratto discografico con la Republic Records nel marzo 2016, la formazione è andata in tournée negli Stati Uniti d'America con i Billy Talent a supporto del progetto Afraid of Heights nei primi mesi dell'anno seguente.
Il singolo Ghost, vincitore dell'iHeartRadio Music Award alla canzone rock dell'anno e certificato oro dalla Recording Industry Association of America, è contenuto nell'album in studio di debutto OK, I'm Sick, classificatosi nella graduatoria LP nazionale e promosso dal relativo tour.
Il loro secondo disco, intitolato This Is How the World Ends, è stato pubblicato nel settembre 2021.

## Formazione
- Josh Katz – voce, chitarra
- Joey Morrow – chitarra
- Anthony Sonetti – batteria
- Alex Espiritu – basso

## Discografia

### Album in studio
- 2019 – OK, I'm Sick
- 2021 – This Is How the World Ends

### EP
- 2018 – Temper

### Singoli
- 2015 – Soap
- 2017 – Heroin
- 2018 – Ghost
- 2019 – The Jester
- 2020 – Move Me
- 2020 – Promise Me
- 2020 – 30
- 2021 – F*ck the World
- 2021 – Family
- 2021 – Don't Hate Me
- 2021 – Fukboi
- 2021 – Johnny Wants to Fight
- 2024 – Teacher Has a Gun